# Maple Grove
Maple Grove is een plaats (city) in de Amerikaanse staat Minnesota, en valt bestuurlijk gezien onder Hennepin County.

## Demografie
Bij de volkstelling in 2000 werd het aantal inwoners vastgesteld op 50.365.
In 2006 is het aantal inwoners door het United States Census Bureau geschat op 60.584, een stijging van 10219 (20.3%).

## Geografie
Volgens het United States Census Bureau beslaat de plaats een oppervlakte van
90,5 km², waarvan 85,1 km² land en 5,4 km² water.

## Plaatsen in de nabije omgeving
De onderstaande figuur toont nabijgelegen plaatsen in een straal van 12 km rond Maple Grove.